# Dom zu Tartu

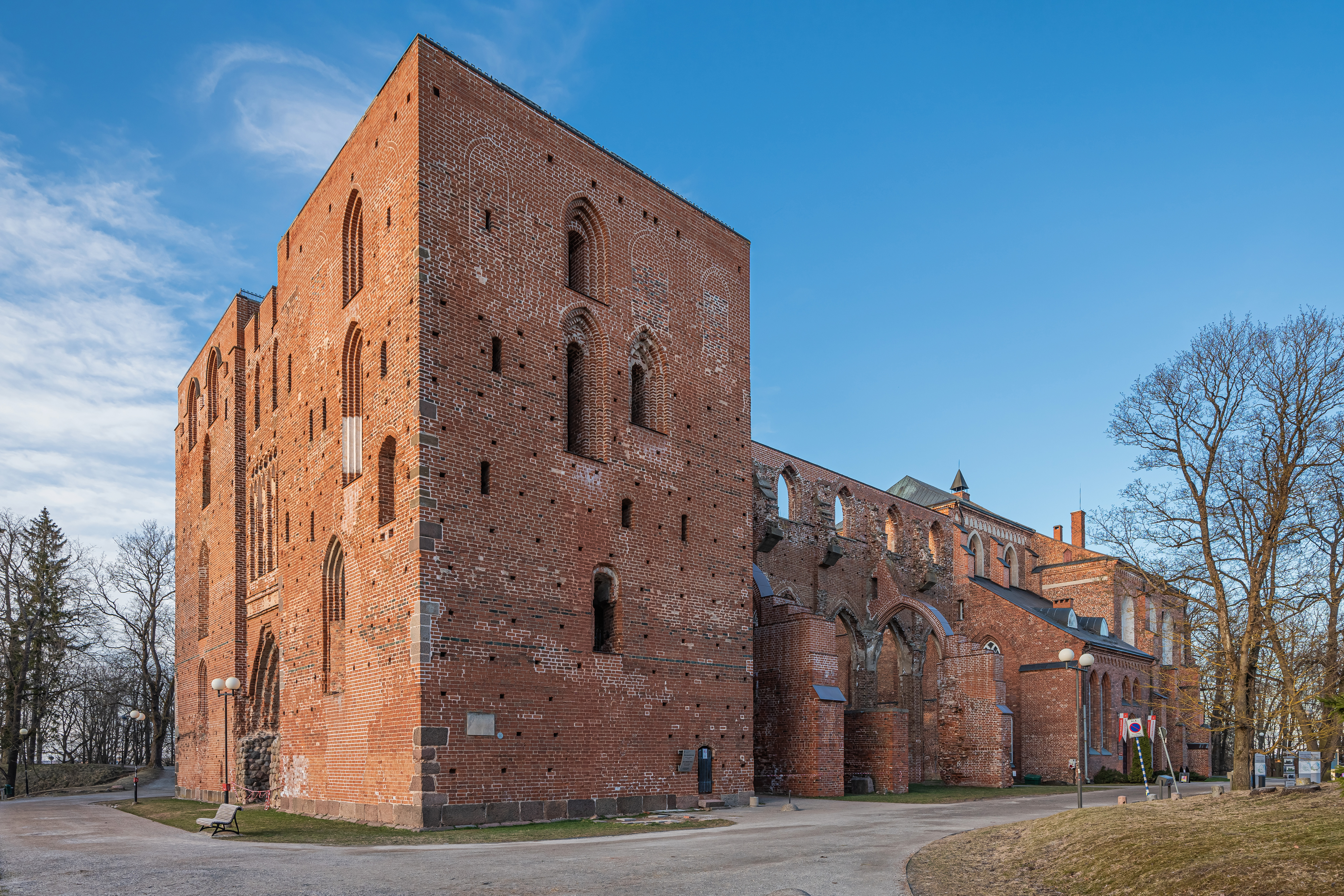
Gesamtansicht der Ruine

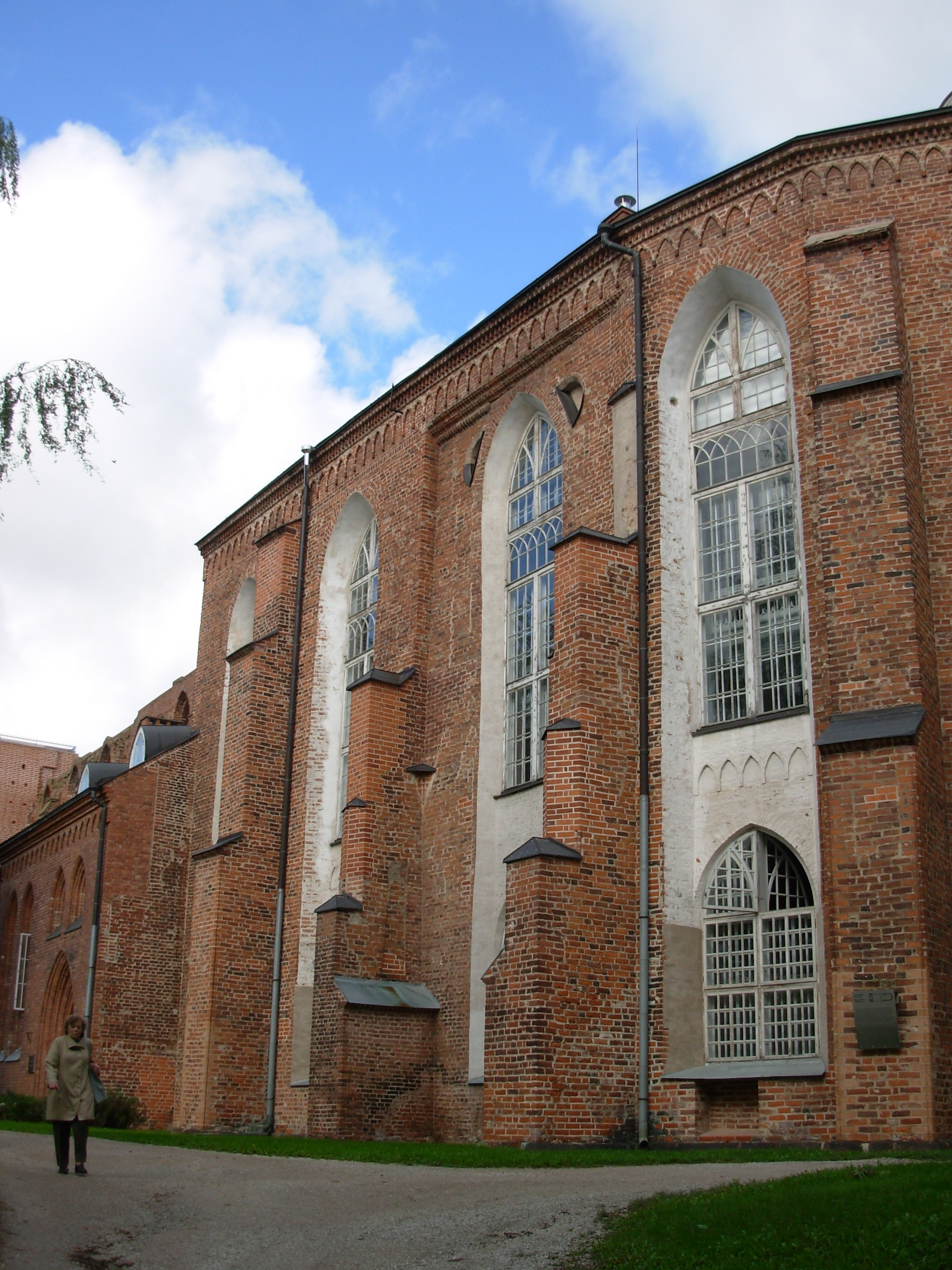
Detail Fensterfront

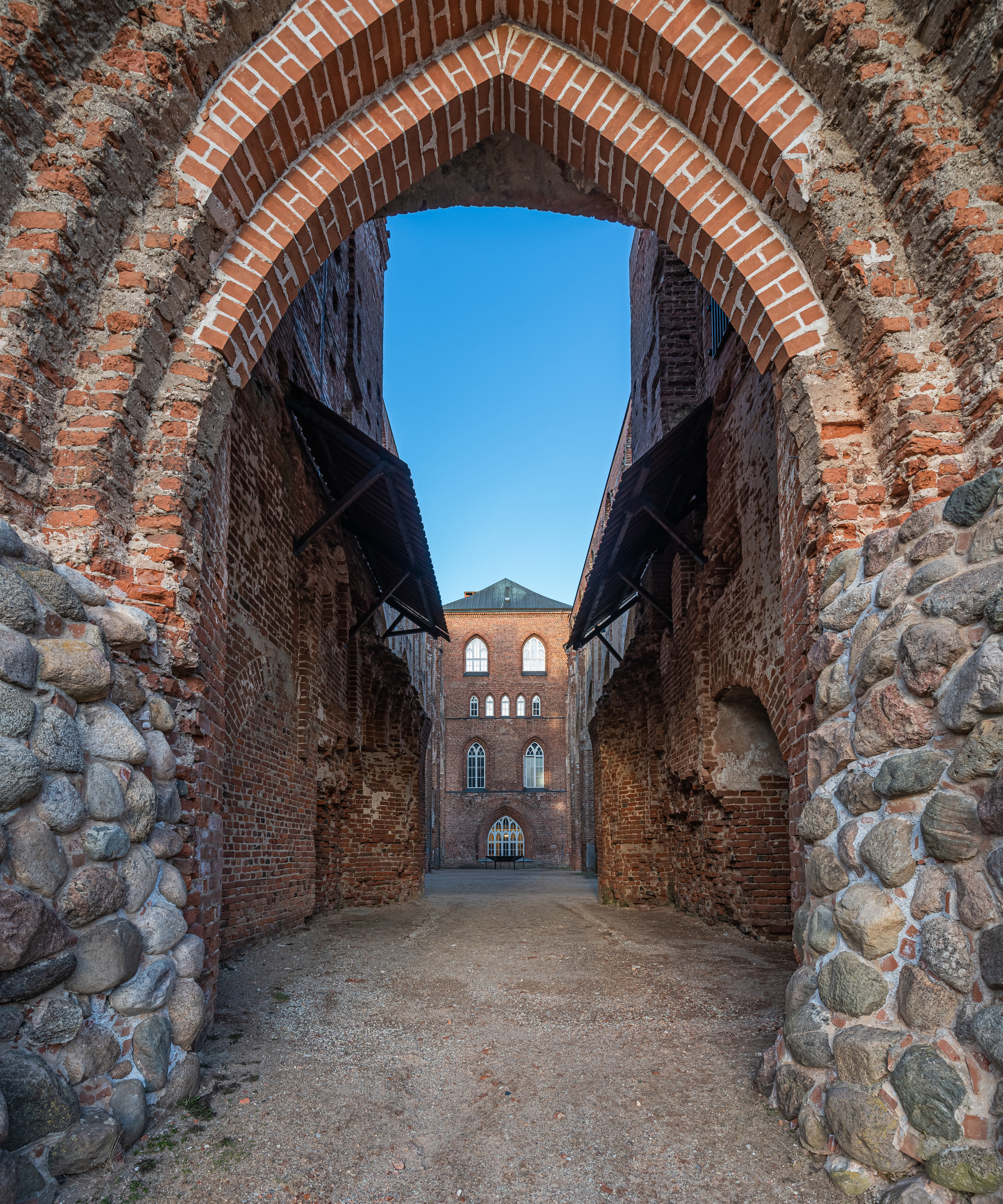
Hauptportal

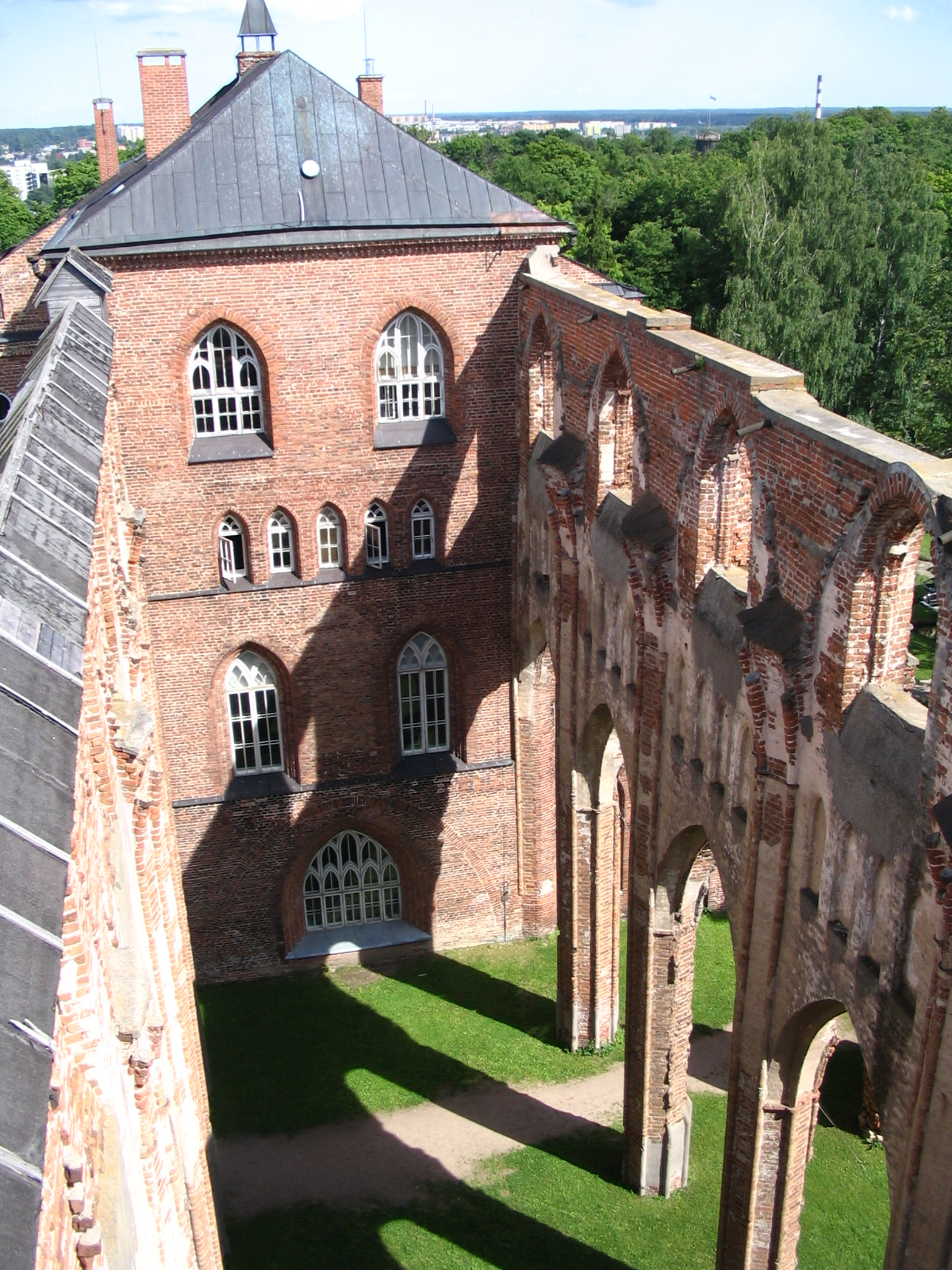
Aussicht vom Turm auf die Ruine

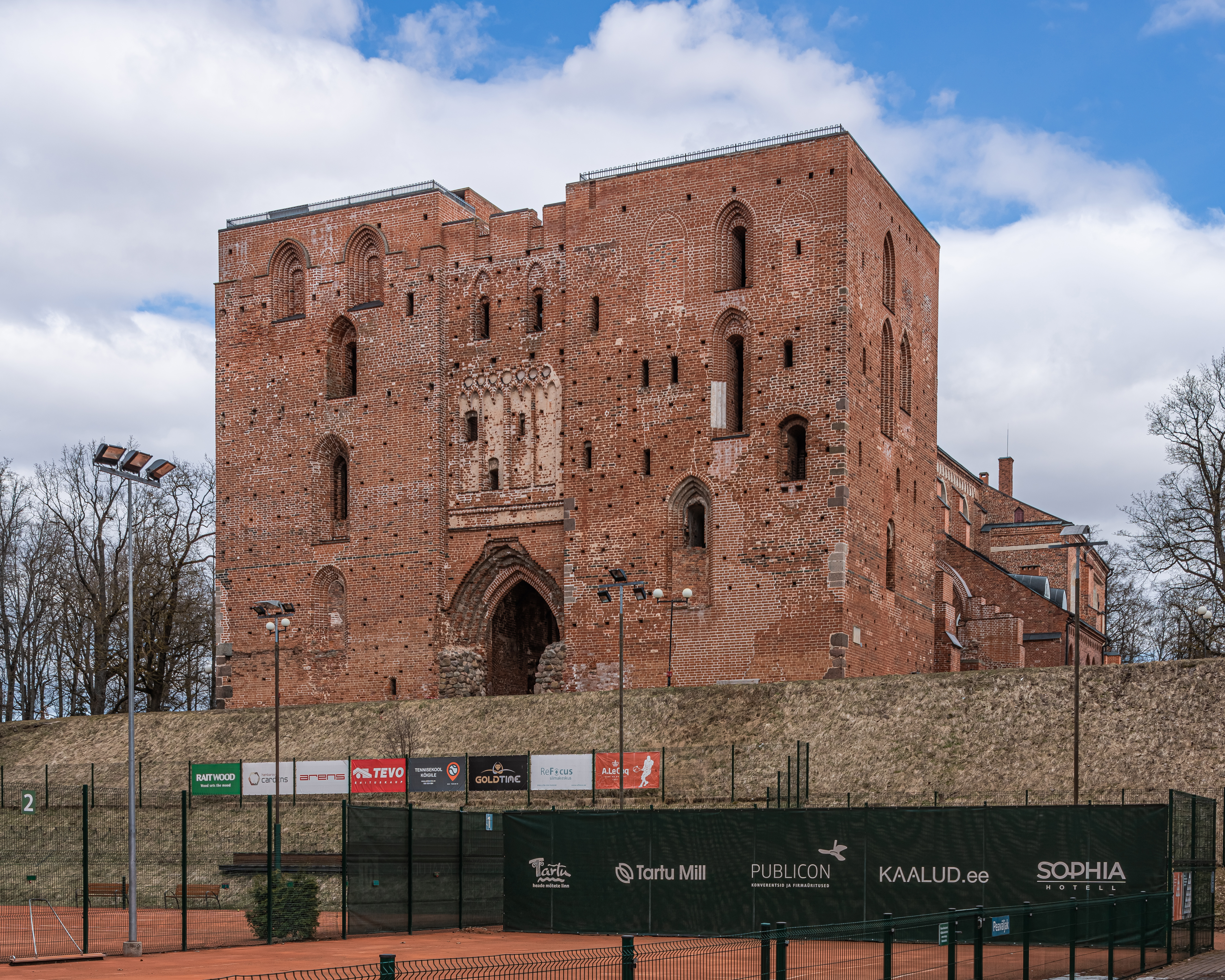
Frontansicht

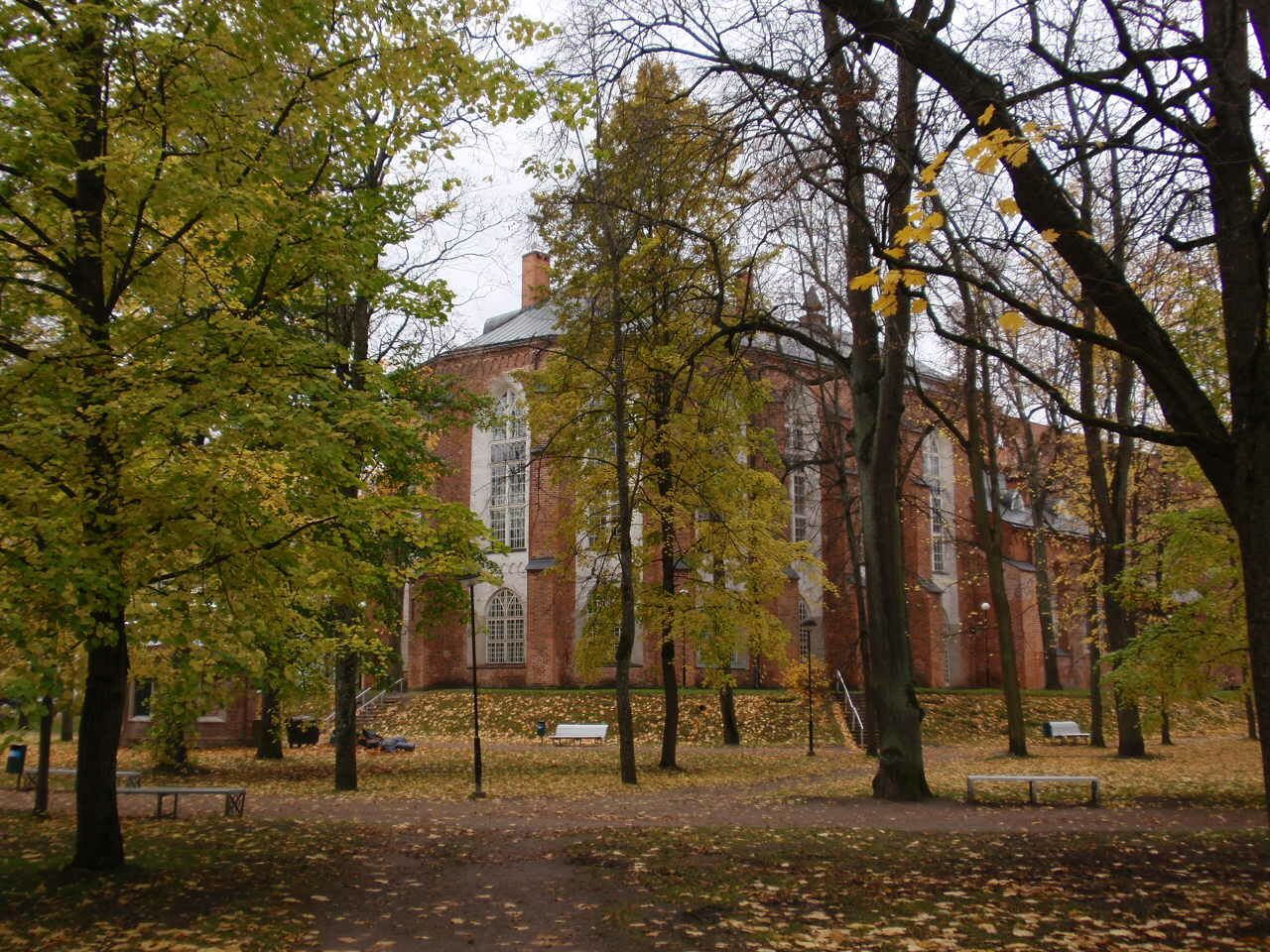
Ansicht vom Domberg aus

Der Dom zu Tartu (estnisch Tartu toomkirik) ist eines der Wahrzeichen der zweitgrößten estnischen Stadt Tartu (deutsch Dorpat). Das Gebäude steht heute als imposante Ruine oberhalb der Unterstadt. Im renovierten Teil befindet sich das Geschichtsmuseum der Universität Tartu, das diese auch für große Empfänge nutzt.

## Geschichte der Domkirche
Der spätere Domberg von Tartu am Fluss Emajõgi war wahrscheinlich seit frühester Zeit eine der größten Festungen der heidnischen Esten. Er wurde 1224 durch die christlichen Invasoren Livlands zerstört. Diese begannen bereits kurz nach der Eroberung mit dem Bau einer Bischofsburg, dem Castrum Tarbatae, an dieser strategischen Stelle. Die Burg ging 1667 bei einem Feuer verloren. An der Stelle steht jetzt die Sternwarte Dorpat. Teile der alten Wälle der estnischen Festung wurden durch archäologische Ausgrabungen freigelegt.
Mit dem Bau einer gotischen Kathedrale an der Nordseite des Dombergs wurde wahrscheinlich in der zweiten Hälfte des 13. Jahrhunderts begonnen. Sie war von einem Friedhof und Häusern für die Mitglieder des Domkapitels umgeben. Die Kathedrale war dem Doppelpatrozinium der Apostel Petrus und Paulus, den Stadtpatronen Tartus, unterstellt, sie war die Hauptkirche des Bistums Tartu und einer der größten Sakralbauten Osteuropas.
Die Kirche war ursprünglich als Basilika geplant und erhielt später mit dem dreischiffigen Chor den Charakter einer Saalkirche. 1299 waren bereits Chor und Kirchenschiff in Benutzung. Um 1470 wurde der hohe Chorraum mit seinen Säulen und Bögen im Stil der Backsteingotik fertiggestellt. Der Dom wurde Ende des 15. Jahrhunderts mit der Errichtung der beiden massiven und festungsartigen 66 m hohen Zwillingstürme an der Westfassade abgeschlossen. Eine Mauer trennte den Bereich des Doms und der Bischofsburg von der Tartuer Unterstadt.

## Verfall der Kathedrale
Mitte der 1520er Jahre erreichte die Reformation Tartu durch Melchior Hofmann. Am 10. Januar 1524 wurde die Kirche durch die reformatorischen Bilderstürmer stark beschädigt. In der Folgezeit verfiel die Kathedrale immer mehr. Nach der Verbannung des letzten katholischen Bischofs von Tartu, Hermann II. Wesel (Bischof von 1552 bis 1558, † 1563), nach Russland, wurde die Domkirche endgültig aufgegeben. Während des Livländischen Kriegs (1558–1583) verheerten russische Truppen Tartu. Als 1582 Tartu an Polen fiel, planten die neuen katholischen Machthaber zunächst den Wiederaufbau der Kirche. Die Pläne mussten aber durch den folgenden polnisch-schwedischen Krieg (1600–1629) wieder aufgegeben werden. Ein Brand 1624 setzte dem Gebäude weiter zu. 1629 wurde Tartu schwedisch, und die neuen Herren der Stadt zeigten kaum Neigung, sich des Gotteshauses anzunehmen.
Unter schwedischer Herrschaft verfiel der Dom weiter und wurde nur noch als Begräbnisstätte durch die Tartuer Stadtbevölkerung bis ins 18. Jahrhundert genutzt. Daneben diente er als Heuschober und Speicher. In den 1760er Jahren wurden auch die beiden Zwillingstürme bis zur Höhe des Langhauses gestutzt und zu Schießplattformen für Kanonen umgebaut. Gleichzeitig wurde das Hauptportal zugemauert. 1806 wurde eine Beschreibung der Ruine angefertigt.

## Universität Tartu
Mit der Wiedergründung der Universität Tartu als deutschsprachige Kaiserliche Universität zu Dorpat durch den russischen Zaren Alexander I. 1802 bekam der deutschbaltische Architekt Johann Wilhelm Krause den Auftrag, in Teilen der Ruine der Domkirche die Universitätsbibliothek zu errichten. Sie entstand als dreigeschossiger Ausbau zwischen 1804 und 1807. Krause plante auch den Bau einer Sternwarte in einem der Türme, was allerdings nie ausgeführt wurde. Ende des 19. Jahrhunderts wurde der Nordturm zum Wasserturm umgebaut. In den 1920er Jahren wurde die Universitätsbibliothek erweitert und ein Zentralheizungssystem eingebaut.
Die Bibliothek wurde in den 1960er Jahren nochmals umgestaltet. Als 1981 ein neues, funktionales Gebäude für die Universitätsbibliothek Tartu fertiggestellt wurde, zog in die alten Räumlichkeiten das Geschichtsmuseum der Universität Tartu (Tartu Ülikooli ajaloomuuseum) ein. Es wurde 1985 gründlich umgebaut und teilweise mit Interieur des 19. Jahrhunderts versehen. Das Museum beherbergt heute wichtige historische Ausstellungsstücke zur Tartuer Universitätsgeschichte, wissenschaftliche Instrumente sowie wertvolle Bücher. Die Reste der Ruine mit den Außenmauern des Chorraums wurden baulich abgesichert.

## Domberg
Der die historische Domkirche umgebende Tartuer Domberg (Toomemägi) wurde im 19. Jahrhundert zu einer ruhigen Parkanlage umgestaltet. In ihr befinden sich neben einem Cafépavillon zahlreiche Denkmäler für Persönlichkeiten, die mit der wissenschaftlichen und literarischen Tradition Tartus in Verbindung stehen: Sie sind u. a. Karl Ernst von Baer (1792–1876), dem bedeutendsten Naturwissenschaftler Tartus, Kristjan Jaak Peterson (1801–1822), dem ersten estnischen Dichter, Nikolai Pirogow (1810–1881), dem großen russischen Mediziner, und Friedrich Robert Faehlmann (1798–1850), dem Initiator des estnischen Nationalepos Kalevipoeg, gewidmet. Hinter dem Denkmal Petersons befindet sich der sogenannte „Kussberg“, der Liebende einlädt. Den Weg in die Unterstadt überspannt die Engels-Brücke (Inglisild, wohl eine Verballhornung des eigentlichen Begriffs „Englische Brücke“), die zwischen 1814 und 1816 erbaut wurde. Ein Porträtrelief in der Mitte erinnert an den ersten Rektor der 1802 wiedergegründeten Universität, Georg Friedrich Parrot (1767–1852), und enthält die Inschrift Otium reficit vires („Muße erneuert die Kräfte“). Auf dem Domberg befinden sich auch der Sitz des estnischen Staatsgerichtshofs, die 1811 errichtete Sternwarte Dorpat (tähetorn) sowie das alte Anatomikum der Universität.